# Landesregierung Klasnic II
Die Landesregierung Klasnic II wurde nach der Landtagswahl in der Steiermark 2000 am 7. November 2000 vom Landtag Steiermark gewählt. Die Landesregierung war bis zum Antritt der Landesregierung Voves im Amt, die am 25. Oktober 2005 angelobt wurde. 
Während der Regierungsperiode kam es zu großen Veränderungen in der Regierungsmannschaft. Nach zwölf Jahren in der Politik trat Landeshauptmann-Stellvertreter Peter Schachner-Blazizek (SPÖ) mit 12. März 2002 von seinem Amt zurück und legte zudem alle politischen Funktionen nieder. Noch am selben Tag wurde sein Nachfolger, der spätere Landeshauptmann Franz Voves zu seinem Nachfolger als Landeshauptmann-Stellvertreter gewählt, nachdem Voves kurze Zeit zuvor bereits zum Landesparteivorsitzenden gewählt worden war. 
Im Jahr 2003 kam es zu starken personellen Veränderungen. Zunächst schieden Gerhard Hirschmann (ÖVP) und Günter Dörflinger (SPÖ)  am 8. April 2003 aus der Regierung aus. Für sie wurden als Nachfolger Kristina Edlinger-Ploder (ÖVP) und Wolfgang Erlitz (SPÖ) am 8. April angelobt. Am 30. September 2003 schied auch Landesrat Erich Pöltl (ÖVP) aus der Landesregierung aus, dem Johann Seitinger nachfolgte. Herbert Paierl (ÖVP) schied am 5. April 2004 aus der Regierung aus und wurde durch Gerald Schöpfer ersetzt.

## Regierungsmitglieder
| Amt                                                     | Name                     | Partei | Ressorts |
| ------------------------------------------------------- | ------------------------ | ------ | -------- |
| Landeshauptmann                                         | Waltraud Klasnic         | ÖVP    |          |
| 1. Landeshauptmann-Stellvertreter                       | Franz Voves              | SPÖ    |          |
| 2. Landeshauptmann-Stellvertreter                       | Leopold Schöggl          | FPÖ    |          |
| Landesrätin                                             | Kristina Edlinger-Ploder | ÖVP    |          |
| Landesrat                                               | Wolfgang Erlitz          | SPÖ    |          |
| Landesrat                                               | Kurt Flecker             | SPÖ    |          |
| Landesrat                                               | Gerald Schöpfer          | ÖVP    |          |
| Landesrat                                               | Hermann Schützenhöfer    | ÖVP    |          |
| Landesrat                                               | Johann Seitinger         | ÖVP    |          |
| Vorzeitig ausgeschiedene Mitglieder der Landesregierung |                          |        |          |
| 1. Landeshauptmann-Stellvertreter                       | Peter Schachner-Blazizek | SPÖ    |          |
| Landesrat                                               | Günter Dörflinger        | SPÖ    |          |
| Landesrat                                               | Gerhard Hirschmann       | ÖVP    |          |
| Landesrat                                               | Herbert Paierl           | ÖVP    |          |
| Landesrat                                               | Erich Pöltl              | ÖVP    |          |